# Wilhelmshütte bei Biedenkopf
Die in Dautphe 1832 als Kilianshütte gegründete Wilhelmshütte bei Biedenkopf zählte zu den jüngeren Hüttenwerken im Lahn-Dill-Gebiet und markierte den wirtschaftlichen Aufbruch während der Frühindustrialisierung im Großherzogtum Hessen. Sie ging in den 1890er Jahren auf den Hessen-Nassauischen Hüttenverein (HNHV) über und wurde mit dessen Übernahme durch Buderus in den 1930er Jahren ein Produktionsstandort dieses Konzerns. Bis heute erinnert der Name der Gewerbesiedlung Wilhelmshütte in der mittelhessischen Großgemeinde Dautphetal an das Unternehmen, von dessen Anlagen kaum Baubestände erhalten geblieben sind.

## Die Gründung der Kilianshütte
Der aus Lüdenscheid in Westfalen stammende Kaufmann Justus Kilian (1792–1861) beantragte bei der Großherzoglichen Hessischen Regierung in Darmstadt 1831 eine Konzession, um „an der Lahn bei Dautphe eine Eisenschmelze oder Hochofen, einen Stabhammer mit zwei Feuern und einen Zainhammer mit einem Feuer anzulegen“. Die Großherzogliche Regierung kam diesem Ersuchen am 28. März 1831 nach, da sie selbst Zweifel an dem ökonomischen und fiskalischen Nutzen ihrer bisherigen Wirtschaftspolitik hegte, die Montanbetriebe – wie die Ludwigshütte – in eigener Regie zu betrieben oder aber an Interessenten zu verpachten. Die Kilianshütte sollte das erste privat finanzierte Unternehmen dieser Art im Großherzogtum Hessen werden und leitete im Montansektor den Übergang von den fiskalischen Betrieben zu privatwirtschaftlichen Unternehmungen ein. Kilian errichtet im Großherzogtum 1835/1837 nach dem Vorbild der Kilianshütte noch ein zweites Hüttenwerk bei Gladenbach unter dem Namen Justushütte.
Die Kilianshütte wurde in den Jahren 1832 bis 1834 errichtet. Sie bestand zunächst aus einem mit Holzkohlen betriebenen Hochofen, der allerdings erhebliche bauliche Mängel aufwies, die beseitigt werden mussten. Das Hüttenwerk erhielt 1837 einen zweiten Hochofen. Beide Hochöfen wurden mit einem wasserradangetriebenen doppelten Zylindergebläse zur Erzeugung der notwendigen Windenergie für den Hochofenbetrieb ausgestattet. Des Weiteren erhielt das Werk einen Kupolofen und ein Gießhaus. Die Kilianshütte verfügte zudem über ein mit zwei Frischfeuern und zwei größeren und drei kleineren Hämmern ausgestattetes Hammerwerk, das etwa 2.000 Ztr. an Schmiedeeisen produzierte. Ein mit dem zweiten Hochofen errichtetes Drahtwalzwerk stellte sogenanntes Kleinzeug wie Draht, Ketten oder Sägen her. Das hauptsächliche Produktionsprogramm bestand aber aus Gusswaren wie Öfen, Röhren-, Poterie- und Sanitätsguss. Im Jahre 1850 begann Kilian noch mit dem Bau eines Puddelwerks, um durch dieses preisgünstigere und effektivere Frischverfahren die Ertragfähigkeit des Hüttenwerks zu steigern.
Die Kilianshütte bezog ihr Eisenerz von zehn eigenen Gruben, von denen vier im Hessischen und sechs im Nassauischen lagen. Sie erhielt die notwendigen Holzkohlen etwa zur Hälfte aus eigenen Köhlereien und kaufte die andere Hälfte von fremden Köhlern hinzu. Die Produktion der beiden Hochöfen betrug 1840 rund 28.000 Zentner, die sich auf ein Drittel (ca. 9.324 Ztr.) an Roheisen und auf zwei Drittel (ca. 18.676 Ztr.) auf Gusswaren verteilten. Der größere Teil des Roheisens wurde auf der Hütte selbst oder auf anderen hessischen Werken zu Stabeisen verarbeitet, der kleinere Teil ging an auswärtige Hammer- und Puddelwerke nach Westfalen, Baden, Bayern oder Württemberg.
Justus Kilian geriet während der schwierigen wirtschaftlichen Lage der deutschen Eisenindustrie in den 1840er Jahren, die insbesondere hervorgerufen durch den Import preisgünstigeren ausländischen Eisens wurde, in erhebliche ökonomische Bedrängnis. Er verfügte nach den aufwendigen Investitionen für seine beiden Hütte über keine ausreichenden finanziellen Mittel zu deren weiteren Betrieb mehr. Nachdem sein Versuch gescheitert war, eine Aktiengesellschaft zu gründen, um weiteres Kapital zu bekommen, wandte er sich 1848 um finanzielle Unterstützung an die Großherzogliche Hessische Regierung. Diese erkannte zwar seine Bemühungen zur wirtschaftlichen Entwicklung und zur Schaffung neuer Arbeitsplätze des ökonomisch rückständigen Hinterlandes an, lehnte jedoch entsprechende Hilfen ab. Die Kilians- und Justushütte beschäftigte etwa zusammen 500 Arbeiter direkt auf der Hütte, dem Hammerwerk und den Bergwerken oder indirekt als Zulieferer für weitere Rohstoffe.
Ein weiterer Anlauf, mit der Gründung einer Aktiengesellschaft neues Kapital zu gewinnen, scheiterte ebenfalls, und neue Eingaben an die Landesregierung führten abermals zu keinem Erfolg. Die beiden Hütten von Kilian lagen inzwischen seit 1850 still. Die Debatten in der zweiten und später in der ersten Kammer der Landstände verknüpften mit dem Antrag zur finanziellen Unterstützung für Kilian zwei weitere Punkte, und zwar die Förderung des wirtschaftlich rückständigen „Hinterlandes“ sowie allgemein die prekäre Lage des Eisenhüttenwesens durch die erheblichen Importe preisgünstigere englischer und belgischer Eisenprodukte. Die zweite Kammer der Landstände vertagte nach einer ausführlichen und sehr kontrovers geführten Aussprache im April 1851 eine abschließende Entscheidung und forderte in mehreren Anträgen die Landesregierung auf, mit Kilian über finanzielle Alternativen zur Weiterführung seiner beiden Hüttenwerke zu verhandeln. Die erste Kammer schloss sich im Juni 1851 dieser Beschlussfassung der zweiten Kammer im Grundsatz an.
Beide Kammern der Landstände lehnten im November/Dezember 1852 finanzielle Unterstützungen zur Wiederaufnahme des Betriebs der Kilianshütte ab. Die erste Kammer sprach sich mit 22 zu 2 Stimmen und die zweite Kammer mit 19 zu 16 gegen einen entsprechenden Antrag aus. Allerdings war in der Zwischenzeit eine grundsätzliche Änderung in der Ausgangslage eingetreten. Justus Kilian hatte nach den für ihn wenig ermutigenden Aussprachen in den beiden Kammern die Hoffnung auf eine staatliche Unterstützung aufgeben und die Kilians- und Justushütte 1852 weit unter Wert veräußert, der sich nach einem Gutachten des Besitzers der Carlshütte Friedrich Carl Klein auf 240.000 bis 260.000 Gulden belief. Die Justushütte ging an die westfälischen Hüttenbesitzer Schulz & Wehrenbod aus Lünen von der Eisenhütte Westfalia für 52.000 Gulden und die Kilianshütte an den Grafen Wilhelm von Reichenbach-Lessonitz (1824–1866) für 92.000 Gulden.

## Die Kilianshütte unter dem Grafen Wilhelm von Reichenbach-Lessonitz
Der neue Besitzer, Graf Wilhelm von Reichenbach-Lessonitz, änderte den Namen der Hütte entsprechend seinem Vornamen in Wilhelmshütte um. Reichbach-Lessonitz sah in dem Hüttenwerk vornehmlich eine Kapitalanlage und überließ die Leitung dem Direktor Eduard Schneegans. Eine von Schache 1938 aufgeführte Akte der Wilhelmshütte „Betriebs- und Haushaltsdisposition für das Gräfliche von Reichenbach-Lessonitzsche Eisenwerk bei Biedenkopf für das Betriebsjahr 1854/55“ listet neben dem Ankaufspreis von 92.000 Gulden noch die Positionen 30.000 Gulden „Bau-Capital“ und 65.000 Gulden „Betriebs-Capital“. Diese Aufstellung lässt erkennen, dass Reichenbach-Lessonitz bereit war, erhebliche Summen in das neue Werk zu investieren, um es wieder wettbewerbsfähig zu machen.
Die beiden alten von Kilian erbauten Hochöfen wurden durch einen neuen größeren ersetzt und der bereits von Kilian begonnene Bau eines Puddel- und Walzwerks beendet. Der Hochofen ging 1854 mit einem Gemisch aus Koks und Holzkohlen als Zuschlagstoff in Betrieb und das Puddelwerk nutzte bereits Steinkohlen als Heizmaterial. Die Wilhelmshütte bestand 1857/58 aus einem Hochofen mit zwei Gebläsen jeweils für Wasser- und Dampfantrieb, aus einem Blechwalzwerk mit zwei Puddelöfen, einem Schweiß- und einem Blechofen. Ein Dampfhammer übernahm das Ausstrecken der Luppen.
Die Gusswarenproduktion rückte auf der Wilhelmshütte in den folgenden Jahren immer mehr in den Mittelpunkt. Das Blechwalzwerk wurde in den 1870er Jahren aus wirtschaftlichen Gründen stillgelegt, da das auf den eigenen Gruben geförderten Eisenerz kein gutes Roheisen für die Blechproduktion lieferte. Der Puddel- und Walzbetrieb wurde hingegen unter Verwendung von Kokspuddeleisen fortgeführt, bis mit der Verbreitung der Flusstahlgewinnung in den Bessemerwerken das Puddelwerk ebenfalls aufgegeben wurde. Die Wilhelmshütte verlagerte die Produktion auf die Gusswarenherstellung für Öfen und Herde. Sie gab schließlich wie die anderen Hüttenwerke im Lahn-Dill-Gebiet die eigene Roheisengewinnung auf und legte 1886 den Holzkohlenhochofen still. Als die Obere Lahntalbahn von Marburg nach Gießen fertiggestellt war und nunmehr preisgünstig Steinkohlenkoks aus dem Ruhrgebiet antransportiert werden konnte, nahm die Wilhelmshütte zwei Kupolöfen für den Guss in zweiter Schmelzung in Betrieb und bezog das notwendige Roheisen von fremden Hüttenwerken.
Die Wilhelmshütte verkaufte nach der Aufgabe der eigenen Roheisenerzeugung ihre Gruben im Dillgebiet 1888 für 96.000 Mark an den Hessen-Nassauischen Hüttenverein, der mit diesem Erwerb seinen Grubenbesitz im Schelder Wald maßgeblich erweiterte. Das ertragreichste Bergwerk war die „Neue Lust“ in der Gemarkung Nanzenbach und ersetzte die ausgeerzte Grube „Unverhofft Glück“ des HNHVs. Die Grube „Neue Lust“ zählte bald mit zum wichtigsten Bergwerksbetrieb des Hüttenvereins.

## Der Verkauf der Wilhelmshütte an den Hessen-Nassauischen Hüttenverein
Die Wilhelmshütte war nach dem Tod von Graf Wilhelm von Reichenbach-Lessonitz 1866 an seine Erben, der Gräfin Amélie von Reichenbach-Lessonitz (1838–1912) und der Prinzessin Pauline von Löwenstein-Wertheim-Freudenberg (1858–1925), übergegangen. Das Hüttenwerk firmierte unter dem Namen Verwaltung der Wilhelmshütte und stand weiterhin unter der Leitung von Edgar Schneegans. Die beiden Erbinnen beabsichtigten schließlich in den 1890er Jahren, die Wilhelmshütte zu verkaufen. Der Hessen-Nassauische Hüttenverein nutzte diese Möglichkeit, um eine weitere Hütte zu erwerben.
Gustav Jung von der Amalienhütte gelang es schließlich, nach langwierigen Verhandlungen im Dezember 1897 das Hüttenwerk mit seinen Gebäuden und Liegenschaften, Maschinen und Werkseinrichtungen für 265.000 Mark zu erstehen. Darüber hinaus musste der HNHV die auf der Hütte lagernden Rohstoffe, Halb- und Fertigerzeugnisse zusätzlich vergüten. Der Erwerb der Wilhelmshütte geschah weniger zur Ausweitung seiner Gießereiproduktion, sondern vielmehr, um einen potenziellen Mitbewerber aus dem Feld zu schlagen bzw. den Ankauf durch einen anderen Konkurrenten zu verhindern.
Das Hüttenwerk bestand beim Übergang auf den HNHV aus mehreren Gießereigebäuden mit zwei Kupolöfen, Modell- und Schlosserwerkstätten, einem alten leerstehenden Hammer- und Walzwerksbau, Putzereien, Magazinen und Wohnhäusern. Der Hüttenverein stand mit dem Erwerb der Wilhelmshütte allerdings vor dem Problem, dass sich deren bisherige Produkte wie insbesondere Herde und Öfen mit den Produktionslinien seiner anderen Standorte überschnitten. Er nahm daher in seinem neuen Werk die Herstellung von Zubehörteilen für die sich mehr und mehr verbreitenden Zentralheizungen auf, wohingegen er sukzessiv die Herd- und Ofenproduktion auf die Neuhütte verlagerte. Die Wilhelmshütte erhielt eine neue große Gießhalle, die insbesondere seit 1902 für die Radiatoren-Fertigung diente. Diese Fabrikationslinie sollte im weiteren Verlauf zum Haupterzeugnis auf der Wilhelmshütte werden.
In einem weiteren Schritt nahm die Wilhelmshütte 1905 konsequenterweise die Produktion von Heizkesseln für Zentralheizungsanlagen auf. Diese wurden zunächst nur auf diesem Werk, dann von 1908 auch auf der Neuhütte und schließlich von 1913 an nur noch auf der Wilhelmshütte gefertigt. Der Bau der Radiatorengießerei bedingte weitere bauliche Veränderungen. Die alten Hammer- und Walzwerksgebäude wurden abgerissen oder anderweitig genutzt. Die Wilhelmshütte stellte die Energieerzeugung auf eine neuzeitliche Turbinenanlage um, die über eine Dynamomaschine und Akkumulatoren das Werk mit Licht und Kraft versorgte. Eine neue stationäre Dampfmaschine ersetzte die alte Lokomobile als zusätzliche Energiequelle. Die Familie Jung errichtet zudem 1909 ein Arbeiterwohlfahrtsgebäude mit Zentralheizung auf der Wilhelmshütte, um die steigende Zahl der auswärtigen Arbeiter unterzubringen.
Die Wilhelmshütte entwickelte sich zum bedeutendsten Hüttenwerk des HNHVs. Nach der Fertigstellung der Eisenbahnstrecke von Marburg nach Laasphe kooperierten die fünf Gießereibetriebe des HNHVs mit den ebenfalls von der Familie Jung gehaltenen Burger Eisenwerken.

## Der Übergang der Wilhelmshütte auf den Buderus-Konzern
Während des Ersten Weltkrieges wurde die Wilhelmshütte mit in die Produktion von Rüstungsgütern eingebunden. Nach dem Ende des Krieges unterlag die Wilhelmshütte wie die anderen Hüttenwerke des HNHVs den wechselvollen wirtschaftlichen Verhältnissen in der Weimarer Republik. Der Hessen-Nassauische Hüttenverein litt schon seit dem Ende des Ersten Weltkrieges erheblich unter Eigenkapitalmangel. Er versuchte mit Anleihen über das mit ihm familiär verbundene Privatbankhaus Pfeiffer aus Kassel, neue finanzielle Mittel für das Unternehmen zu gewinnen. Nachdem das Bankhaus in Folge der Weltwirtschaftskrise von 1929 in arge finanzielle Schwierigkeiten geraten war und von der Deutschen Bank übernommen worden war, verlor der Hessen-Nassauische Hüttenverein einen seiner wichtigsten Geldgeber. Als zudem auch noch zwei Großbanken ihre Kredite zurückforderten, stand der HNHV vor dem finanziellen Zusammenbruch. Er musste 1933 mit Buderus, zu dessen Hauptaktionären u. a. auch die Deutsche Bank zählte, zunächst eine Interessengemeinschaft bilden und ging schließlich 1935 mit der Wilhelmshütte ganz auf den Buderus-Konzern über.
Die Wilhelmshütte blieb ein bedeutender Standort des Buderus-Konzerns bis in die 1960er Jahre. Als dieser in den 1970er Jahren seine Konzernstrategie völlig neu ausrichtete und traditionelle Produktionssparten aufgab, wurde die Wilhelmshütte 1974 wie weitere Standorte des ehemaligen Hessen-Nassauischen Hüttenvereins geschlossen.

## Die Wilhelmshütte heute

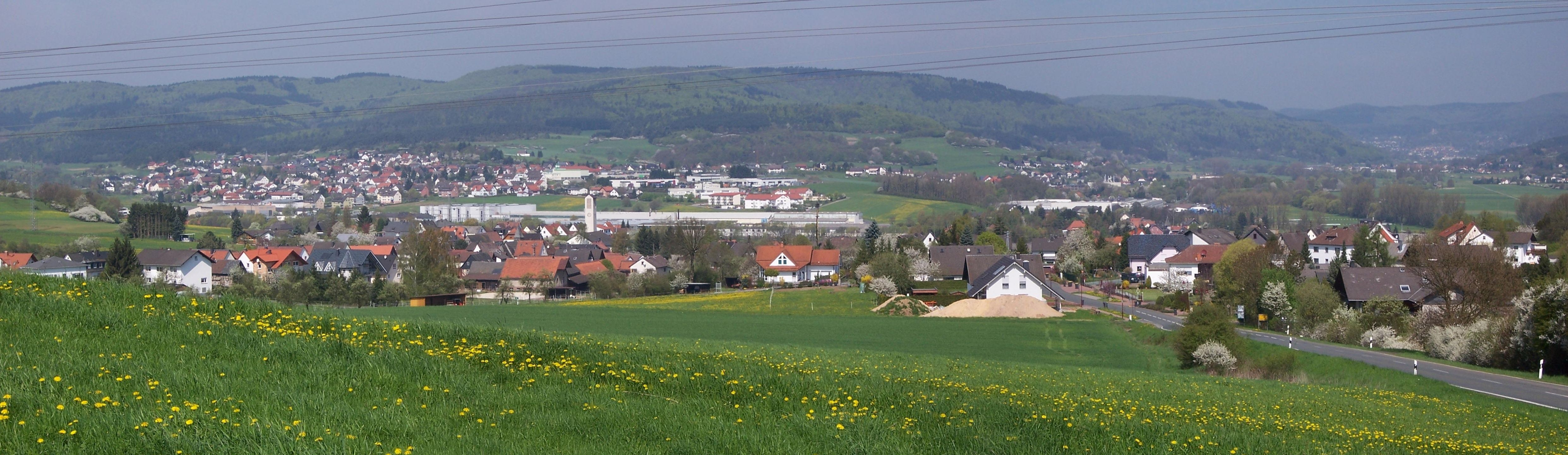
Übersicht über Friedensdorf, Dautphe, Wilhelmshütte und Wolfgruben (2006)

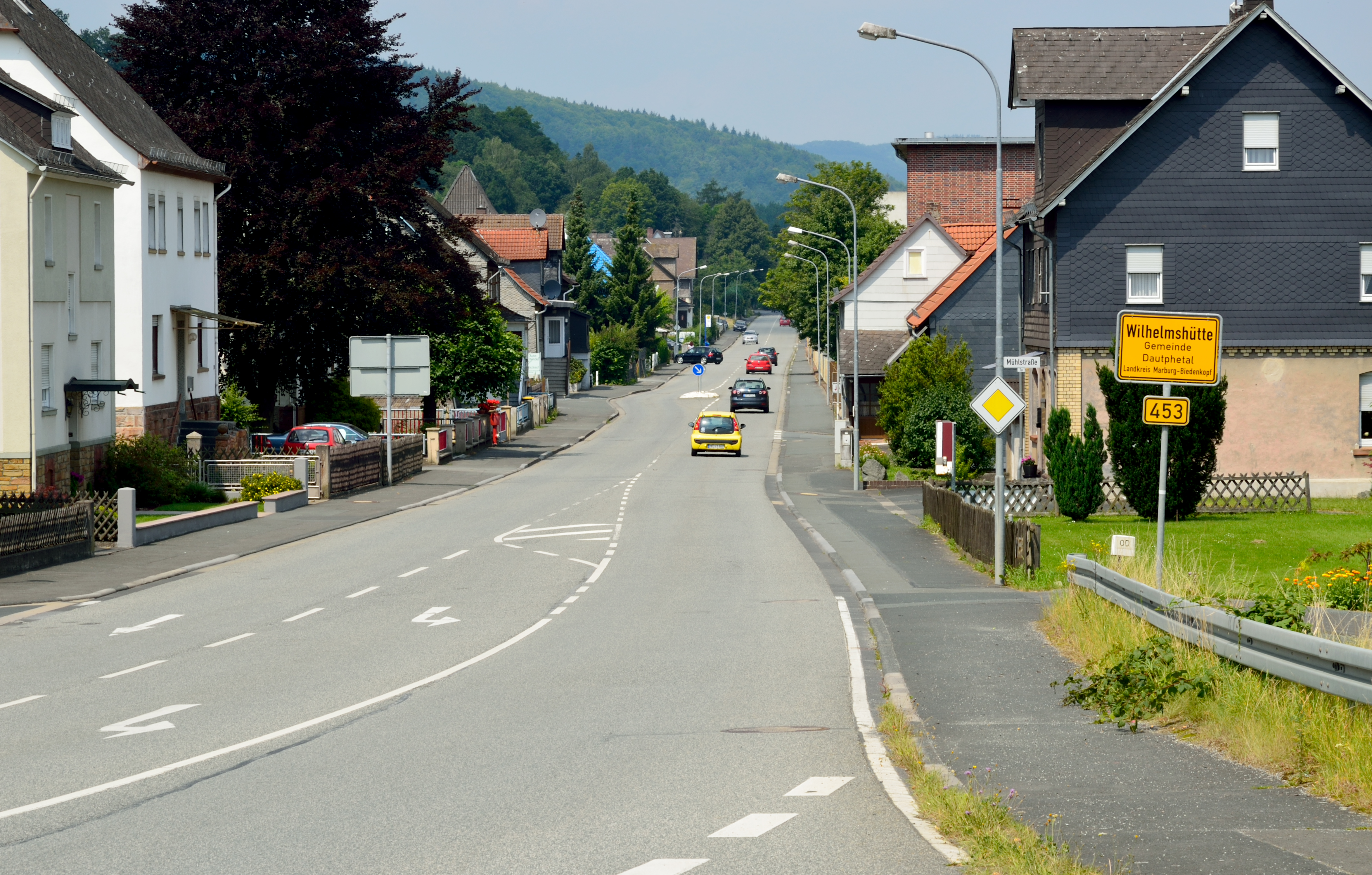
Ortseingangs-Schild für Wilhelmshütte

Das Firmengelände blieb nach der Stilllegung der Wilhelmshütte lange Jahre unbenutzt, bis es der am 1. Juli 1974 entstandenen Großgemeinde Dautphetal gelang, Anfang der 1990er Jahre das Unternehmen Elkamet mit einem Zweigwerk auf Teilen des Geländes anzusiedeln. Elkamet produziert dort seit 1998 Nylonbehälter für Kraftstoffe und Hydrauliköl für Baumaschinen und Motorräder. Des Weiteren befinden sich heute auf dem übrigen Areal Handwerks- und kleinere Industriebetriebe.
Das zwischen den Ortsteilen Dautphe und Wolfgruben gelegene Gewerbegebiet trägt weiterhin den Namen Wilhelmshütte. Es sind von den umfangreichen Anlagen der Wilhelmshütte kaum Baubestände erhalten geblieben. Die meisten älteren Gebäude wurde im Zuge der Um- und Neunutzung abgerissen, sodass heute von diesem bedeutenden Standort des Hessen-Nassauischen Hüttenvereins nur noch wenige Zeugnisse seiner Industriegeschichte zu sehen sind.